# 竜機神
竜機神（ドラグーン）は、榊一郎の小説『スクラップド・プリンセス』に登場する架空の兵器。
小説版では西洋竜の姿でアニメ版では東洋龍のデザインで登場するなど、設定に多少の違いがあるが、以下は小説版の内容を基本とする。

## 機体解説
「最後の魔獣」とも評される、約5000年前、人類側の対〈HI〉（異種知性体：Heterogenous Intelligence）戦闘を担っていたブラウニン機関に作られた「汎環境邀撃型自由塑形兵器」（All Round Free Forming Intercepter）の4番目のモデル（M4）。「All Round Free Forming Intercepter」の頭文字をとって「ARFFI」（アーフィ）と呼称されるシリーズの一部である。
狂竜（ラピッド・ドラゴン）事件
当初200体が作られたが、自己進化型のAIが自らの強大な能力の負荷に耐え切れず暴走し、人類社会に多大な被害を与える。これが、「狂竜（ラピッド・ドラゴン）事件」である。しかし、暴走を免れた一部の〈竜機神〉（ドラグーン）が事件の収拾に成功した。
以後、暴走を免れた26体の〈竜機神（ドラグーン）〉にはアルファベットを頭文字とする名前と番号が与えられるようになる。なお、暴走を免れた個体は全て人間に近い思考形態を形成していた。
この事件後、残った全機にセキュリティ対策の改良（〈竜騎士〉（Dナイト）システムの搭載）が施され、この改良が施されたものは〈インプルーブド・ドラグーン〉と呼称される。開発当初は、無人機として運用される予定であった。

## 機体能力
形相干渉能力
人類側の切り札として作られたこともあり、その能力は強大無比。物質を分子レベルから自由自在に操る「形相干渉能力」をもち、攻撃対象を分子レベルで崩壊させることができる。その攻撃力は、最大出力ならば小惑星を消滅させることも可能であり、能力の性質上物理的な強度を無視して効果を発揮できる。
また、形相干渉能力を用いて、自身を瞬時に修復したり、食料等を生成することも可能であり、どんな物質でも作り出せる他、人格データから人間を丸ごと復元することも可能。加えて、現実空間とは相を異にする「異相空間」への潜行能力をもち、空間を跳躍して知覚可能外からの攻撃（知覚外攻撃）（スニークアタック）を行ったり、相手の攻撃を避けることもできる。これらの能力を用いることで、一定領域の空間を強制的に収縮させて対象を空間ごと破砕する空間爆縮攻撃が可能となる。
攻撃兵装
接近戦で形相干渉能力を相手に直接行使するための兵装であるトランスミッターソード、反物質に近い性質をもつ鏡像物質弾を装備する。ただし、「狂竜事件」の反省を踏まえ、主である〈竜騎士〉なしでは機能の極一部しか使うことができず、人間を攻撃することはできないよう設定されている。
超早期警戒ネットワークシステム
本編で使用されることはなかったが、創世戦争（対〈HI〉戦争）中は予知能力者と大型人工知能を組み合わせた超早期警戒ネットワークシステム（〈P（予言：Prophecy）システム〉）を用いて、未来予測による攻撃・防御を行うことも可能だった。

## 個体差
AIモデルには男性型と女性型が存在し、精神年齢や性格による個体差が大きい。本体は竜を模した形状の巨大兵器で、通常は異相空間に保管されており、〈竜騎士〉やその他の人間とのコミュニケーションには対人インターフェイスを用いる。これは物質化寸前まで高密度に構成された情報映像であり、準物質映像と呼称される。
女性型のプリインストール対人インターフェイスは、耳のようにも見える大きなリボンをつけた蒼い髪の少女の姿（男性型は未確認）。外見や服装の設定は、自由に変更できる。
また、形相干渉能力を応用することで、人間との間に子供を作ることも可能である。人間的な思考形態故か、〈竜騎士〉との間に友情や愛情が芽生えるケースが多い。

## 〈竜機神〉の各個体について
No.01　アズエスミ（AZETHMI）
〈竜騎士〉はアルフレート・カリンニコフ（男性）。
個体名の由来はロシア語で「私の名」。
AIは女性型、対人インターフェイスの設定は20代。
〈律法破壊者〉（プロヴィデンス・ブレイカー）計画に参加するが、封棄世界突入時の戦闘中に破壊され、消失した。
「狂竜事件」の際、暴走を免れた＜竜機神＞を指揮して事態の収拾に尽力した、〈インプルーブド・ドラグーン〉の長姉的存在。
No.02　ベルリネッタ（BERLINETTA）
〈竜騎士〉はトッド・フレイマン（男性）。
個体名の由来はイタリア語で「優雅さと快適さを兼ね備えた高級車」。
AIは女性型、対人インターフェイスの設定は10代後半、赤毛のショートカット。
全〈竜機神〉中最高の戦闘能力をもつが、戦闘可能な稼働時間も最も短い。
No.03　コックスコット（COCKSCOT）
〈竜騎士〉はシルヴィア・ダグラス（女性）。
個体名の由来は英語で「雄々しく立つスコットランド人」。
AIは男性型、対人インターフェイスの設定は20歳前後。
〈律法破壊者〉計画の最終段階において〈秩序守護者〉（ピースメイカー）と交戦している。
No.04　デジェル（De'gel）
〈竜騎士〉はアラン・サイモン（男性）。
個体名の由来はフランス語で「雪解け」。
AIは女性型、対人インターフェイスの設定は10台半ば、黒い髪に黒い瞳、純白の肌。
「モノクロームの竜姫」の異名を持つ。
No.05　エリゴール（Eridor）
〈竜騎士〉はラウ・カーフェイ（男性）。
個体名の由[はソロモン72柱の魔神の一人、堕天使エリゴール。
AIは女性型、対人インターフェイスの設定は不明。
性格はやや頑なで一本気。そのためかラウと出会うまで自身の主である騎士がなかなか決まらなかった。
全〈竜機神〉中最高の防御力と対探知能力をもつ。
No.06　フォセッタ（Fosetta）
〈竜騎士〉はアルベルト・ヴィスコンティ（男性）。
個体名の由来はイタリア語で「えくぼ」。
AIは女性型、対人インターフェイスの設定は10代後半。
表情に乏しく、冷静だが内向的な性格。
〈律法破壊者〉計画に参加するが、封棄世界突入時に著しく損傷、もしくは消失したものと思われる。
No.07　グロリア（GLORIA）
〈竜騎士〉はバンウ・ナ（男性）。
個体名の由来は不明（英語で「栄光の賛歌」であると思われる）。
AIは女性型、対人インターフェイスの設定は10代後半。
活発で明るく、社交的な性格。
〈律法破壊者〉計画に参加するが、封棄世界突入時に著しく損傷。
破損したAIと形相干渉機能の一部だけが辛うじて稼動していたが、自身の形状を維持できず、付近の小動物の遺伝子情報を取り込むことで対応していた（巨大アメンボや巨大カエルの姿をしていたのはこのためである）。
水浴びに立ち寄ったパシフィカ一行と偶然出会い、パシフィカの「もう休んでいい」の一言で機能を完全に停止した。
封棄世界解放後、ブラウニン機関において修復作業の検討が行われている。
対〈HI〉戦争当時は、バンウの要望に応えて、バニーガールからチマチョゴリまで、様々な衣装を披露していた。
アニメ版の声優は佐久間紅美。
No.08　ヒムナル（Hymnal）
〈竜騎士〉はミハイル・クリンゲンスミス（男性）。
個体名の由来は英語で讃美歌集。
AIは女性型、対人インターフェイスの設定は10代後半、清楚で可憐な容姿。
黒く質素な衣装を好んだため「修道女」の異名をもつ。
No.09　泉水（IZUMI）/ イズミ
〈竜騎士〉はヒョウエ・ラングレン（男性）。
AIは女性型。
個体名の由来、対人インターフェイスの設定は不明。
子供のように奔放で無邪気な性格。
機体の一部に「泉水」と毛筆のプリントが為されている。
全〈竜機神〉中最高の移動速度と空間跳躍可能回数をもつ。
対〈HI〉（異種知性体）戦争を生き残り、ブラウニン機関の一員として封棄世界外で活動していた。
封棄世界解放後、フォルシス・ラインヴァンの戴冠式にブラウニン機関の大使として出席している。
No.10　ハイアライ（Jai alai）
〈竜騎士〉はセラ・ガスリ（女性）、ミレン・ミュラー（女性）。
個体名の由来はスペイン、バスク地方の方言で「陽気な祭り」。
AIは男性型、対人インターフェイスの設定は10代半ば。
〈律法破壊者〉計画の最終段階において〈秩序守護者〉と交戦している。
〈竜機神〉中唯一2人の〈竜騎士〉を有する複座型の機体。
全〈竜機神〉中最高の砲撃能力をもち、鏡像物質弾の搭載数は他の機体の二倍である。
No.11　カルミア（KALMIA）
〈竜騎士〉はハリー・ワットレイ（男性）。
個体名の由来はカルミアの花（花言葉は「大きな希望」）。
AIは女性型、対人インターフェイスの設定は10代前半で小柄な姿。
No.12　リンドブルム（LINDWURM）
〈竜騎士〉はグレン・ポースト（男性）。
個体名の由来は想像上の怪物、リンドブルム。
AIは女性型、対人インターフェイスの設定は不明。
素直で温和な性格。
グレンは二代目の〈竜騎士〉であり、初代〈竜騎士〉は自殺したらしい。
No.13　メジェール（Megere）
〈竜騎士〉はスティーブン・ハミット（男性）。
個体名の由来はフランス語で「じゃじゃ馬」。
AIは女性型、対人インターフェイスの設定は10代半ば。
生意気で口うるさい性格。
正式に〈竜騎士〉と結婚した唯一の機体。
No.14　ナタリイ（NATALY）
〈竜騎士〉はカイル・ヴォークト（男性）。
個体名の由来は不明。
AIは女性型、対人インターフェイスの設定は10代後半。
生真面目で一途な性格だが、目的のためなら手段を選ばないような冷徹な一面ももつ。
〈律法破壊者〉計画に参加するが、封棄世界突入時に著しく損傷。
機体を維持できなくなり、AIのコピーをブラウニン機関の〈自由軌道要塞〉（ヴァンガード）の中枢制御システムに移植して生き延びる。
これにより、〈竜機神〉としての機能は失ったが、同時に制約も外れているため、本来禁止されている人間の精神への干渉を行うことが可能になってしまっていた。
封棄世界解放後、ブラウニン機関において修復作業の検討が行われている。
アニメ版の声優はこおろぎさとみ。
No.15　桜嵐（OURAN）/ オウラン
〈竜騎士〉は初代がブリジット・コーレイ（女性）、二代目がヒタカ・ハーリントン（男性）。
個体名の由来は日本語で「桜の嵐」。もともとは「桜花」の予定だったが、旧時代の自爆兵器と名が重なるという理由で変更された。
AIは女性型、対人インターフェイスの設定は20代。
陽気で明るく、一途な性格。
防御方面に特化した能力をもち、他の＜竜機神（ドラグーン）＞の支援に長けている。
対〈HI〉戦争を生き残り、ブラウニン機関の一員として封棄世界外で活動していた。
封棄世界解放後、復興支援のために尽力。
マウゼル・システムを一部再起動し、魔法を復活させることに成功している。
No.16　パラキート（PARAKEET）
〈竜騎士〉はザイード・ファラル（男性）。
個体名の由来は英語で「尾の長いインコ」。
AIは女性型、対人インターフェイスの設定は20代後半、足元まである長い緑色の三つ編み。
対人インターフェイスの設定年齢が〈竜機神〉の中で最も高い。
対〈HI〉戦争を生き残り、ブラウニン機関の一員として封棄世界外で活動していた。
封棄世界解放後、フォルシス・ラインヴァンの戴冠式にブラウニン機関の大使として出席している。
No.17　クエルクス（QUERCUS）
〈竜騎士〉はジーン・ブラッドベリ（女性）。
個体名の由来は古代ケルト語で「美しい樹」。
AIは男性型、対人インターフェイスの設定は20代、長身痩躯。
温和で感受性の強い性格。
No.18　ラビッシュ（Rubbish）
〈竜騎士〉はメディア・キンブル（女性）。
個体名の由来は英語で「ガラクタ」。
AIは女性型、対人インターフェイスの設定は20代、ポニーテール。
好戦的で気が強く、口が悪い。
〈竜機神〉中唯一、〈竜騎士〉とAIの組み合わせが同性である。
〈律法破壊者〉計画の最終段階において〈秩序守護者〉と交戦している。
No.19　セイエリス（SAIERIS）
〈竜騎士〉はダレス・ディアード（男性）。
個体名の由来は不明。
AIは女性型、対人インターフェイスの設定は20代。
温厚な性格だが、内向的に過ぎるきらいがある。
〈律法破壊者〉計画には参加していないが、惑星カギロイ（＝封棄世界）が封鎖された際に巻き込まれ、封棄世界内に閉じ込められていた。
機体を損傷していたようだが、消失は免れ、封棄世界解放後、ブラウニン機関において修復作業の検討が行われている。
No.20　テレジア（TEREJIA）
〈竜騎士〉はタクロウ・ヒノ（男性）。
個体名の由来は不明。
AIは女性型、対人インターフェイスの設定は20代。
繊細で傷つき易く、消極的、人見知りが激しい等、戦闘兵器である〈竜機神〉としては難のある性格。
一方で、他者への依存度が高く、従順な性格なため、一度〈竜騎士〉を選んだ後は、〈竜騎士〉との同調率、運動性能の面で、全〈竜機神〉中最高の性能を発揮した。
〈律法破壊者〉計画の最終段階において〈秩序守護者〉と交戦している。外伝4巻は彼彼女を主人公に描かれた。
No.21　ユニス（UNICE）
〈竜騎士〉はターク・ニコルソン（男性）。
個体名の由来は不明。
AIは女性型、対人インターフェイスの設定は20代。
責任感が強く、度を越して生真面目な性格。
No.22　ヴィーヴル（Vivre）
〈竜騎士〉はクリストバル・バウナレス（男性）。
個体名の由来は英語で「中世の王朝」。
AIは女性型、対人インターフェイスの設定は20代。
温和で、非常に献身的な性格。
蒼い衣装を好んだため、「蒼の貴婦人」の異名を持つ。
〈竜騎士〉との間に子供をもうけた唯一の機体。
No.23　ウェルチ（WELCH）
〈竜騎士〉はハリス・カンナギ（男性）。
個体名の由来は不明。
AIは女性型、対人インターフェイスの設定は10代半ば。
陽気な性格で、活動的、好奇心旺盛、動物好き。
対〈HI〉戦争を生き残り、ブラウニン機関の一員として封棄世界外で活動していた。
封棄世界解放後、フォルシス・ラインヴァンの戴冠式にブラウニン機関の大使として出席している。
No.24　西王母（XI WANG MU)）/ シーワンムウ
〈竜騎士〉はミハイル・ワルター（男性）。
個体名の由来は古代中国の神話に登場する不老不死を司る最高位の仙女、西王母。
AIは女性型、対人インターフェイスの設定は20代半ば。（コミック版「スクラップド・プリンセス2 逃亡者達の協奏曲2」にも登場していたが、ゼフィリスやナタリィのようなプリセットのインターフェイスとは全く違った容姿をしていた）
大人びた外見に加え、非常に温和な性格で、母性的な面を強くもつ。
〈律法破壊者〉計画に参加するが、封棄世界突入時に著しく損傷し、一部の機能のみを稼動させている状況だった。
封棄世界解放後、ブラウニン機関において修復作業の検討が行われている。
全〈竜機神〉中最高の探知能力をもつ。
No.25　夜来香（YE LAI XIANG）/ エーライシャン
〈竜騎士〉はオシ・クエイ（男性）。
個体名の由来は夜になると香りが強まる花、夜来香。
AIは女性型、対人インターフェイスの設定は10代半ば。
物静かだが、皮肉気な性格。
最大出力は低いが、一度に発生させられる形相干渉攻撃の数は全＜竜機神（ドラグーン）＞中最高。
No.26　ゼフィリス（ZEFFIRIS）
〈竜騎士〉は初代がベクナム・ナ（男性）、二代目がシャノン・カスール（男性）。
個体名の由来はギリシア神話に登場する、トラキアの洞穴に住むと言われる西風の神、ゼフィリス。
AIは女性型、対人インターフェイスの設定は10代前半。元来は素直で感受性の強い性格だったが、ベクナムの死に責任を感じ、登場当初は、自身の意思を殺したような機械的な性格だった。その後、シャノンやパシフィカとの交流の中で心の傷を癒し、生真面目だが優しい本来の性格を取り戻していった。
当初作られた200体の〈竜機神〉の中で最後に作られた機体であり、ロールアウト直前に「狂竜事件」が発生している。従って、他の機体と異なり、最初から〈インプルーブド・ドラグーン〉として整備されている。
〈律法破壊者〉計画に参加し、〈竜騎士〉ベクナムを失うも、唯一完全な状態で封棄世界内に進入することに成功。機能拡張を繰り返した結果、戦闘能力では〈秩序守護者〉三体を同時に相手にできるほどの性能を手に入れたが、機体のバランスは失われ、自己崩壊一歩手前の状態で稼動していた。更に、ゼフィリスだけの特殊な機能として、セーネス達が製作した簡易版〈竜機神〉である〈竜巨人〉（ギガス）との連携機能を追加し、形相干渉能力の拡大を図っている。
〈律法破壊者〉計画成功の功労者。封棄世界解放後、機体のバランスを修正し、対人インターフェイスも20代に変更している。
アニメ版の声優は水橋かおり。